# Chakhtne
Chakhtne (en ukrainien : Шахтне, en russe : Шахтное, Chakhtnoïe) est une commune urbaine de l'est de l'Ukraine, dans l'oblast de Donetsk, dépendante du raïon de Donetsk. Sa population s'élevait à 780 habitants en 2019.

## Géographie
La commune se situe sur la rive orientale de la rivière Krynka, principal affluent du fleuve côtier Mious, à 116 mètres d'altitude. Elle se trouve à 35 km à l'est de la ville de Donetsk, et fait face sur l'autre rive de la Krynka à la commune urbaine de Troïtsko-Khartsyzk.